# Pasjak (Kruševac)
Pour les articles homonymes, voir Pasjak.
Pasjak (en serbe cyrillique : Пасјак) est un village de Serbie situé sur le territoire de Kruševac, district de Rasina. Au recensement de 2011, il comptait 244 habitants.

## Démographie
| 1948 | 1953 | 1961 | 1971 | 1981 | 1991 | 2002 | 2011 |
| ---- | ---- | ---- | ---- | ---- | ---- | ---- | ---- |
| 469  | 499  | 491  | 465  | 403  | 350  | 312  | 244  |

|  |